# Жабути
Наградата Жабути (на португалски: Prêmio Jabuti) е литературна награда в Бразилия. Жабути е разновидност на сухоземна костенурка, популярна в Латинска Америка.

## История
Наградата е учредена през 1959 г. от Бразилската книжна палата за развитие на родната словесност и читателска култура. Присъжда се в няколко номинации (поезия, новела, роман, есе, детска и юношеска литература, история на литературата, книжна илюстрация и др.). През изминалите години е допълнена с нови номинации, които излизат извън рамките на литературата (наука, журналистика, право, преподаване и др.).
Сред носителите на наградата са например Жоржи Амаду, Себастиао Салгадо, Октавио Пас, Лаура Ескивел, Итало Калвино, Кларис Лиспектор.